# Psalodon
Psalodon is een geslacht van uitgestorven zoogdieren waarvan de fossiele overblijfselen afkomstig zijn uit de bovenste Jura-lagen van Noord-Amerika.

## Naamgeving
William Harlowe Reed vonden op de Como Bluff in Reeds Quarry No 9 een aantal kaken van zoogdiertjes in de lagen van de Morrisonformatie in Wyoming in de stratigrafische zones 2 en 5.
In 1887 benoemde Othniel Charles Marsh op basis hiervan twee soorten. Ctenacodon potens, 'de krachtige', had als holotype YPM 11834, een linkeronderkaak. Allodon fortis, 'de sterke', had als holotype  YPM 11760, een rechterbovenkaak en een onderkaak. Allodon was al 1881 door Marsh benoemd. Deze holotypen worden bewaard in het Peabody Museum of Natural History aan de Yale University.
In 1926 plaatste George Gaylord Simpson beide soorten in een nieuw geslacht Psalodon. De geslachtsnaam is afgeleid van het Grieks psalis, 'schaar', en odoon, 'tand'.
Een derde soort ?Psalodon marshi werd in 1929 door Simpson benoemd op basis van holotype USNM 2684, een linkeronderkaak afkomstig van dezelfde locatie in Wyoming.

## Beschrijving
Psalodon verschilt van het andere geslacht van de Allodontidae door de structuur van de bovenste premolaren, die lateraal meer samengedrukt zijn.

## Fylogenie
Deze kleine herbivoren leefden tijdens het dinosauriërtijdperk. Psalodon is een lid van de orde Multituberculata en van de onderorde Plagiaulacida (familie Allodontidae). Ze behoren dan ook tot de oudste vertegenwoordigers van de orde.